# Michelsberg (Rumänien)
Michelsberg (rumänisch Cisnădioara, ungarisch Kisdisznód) ist ein Dorf im Kreis Sibiu in der Region Siebenbürgen in Rumänien.

## Lage

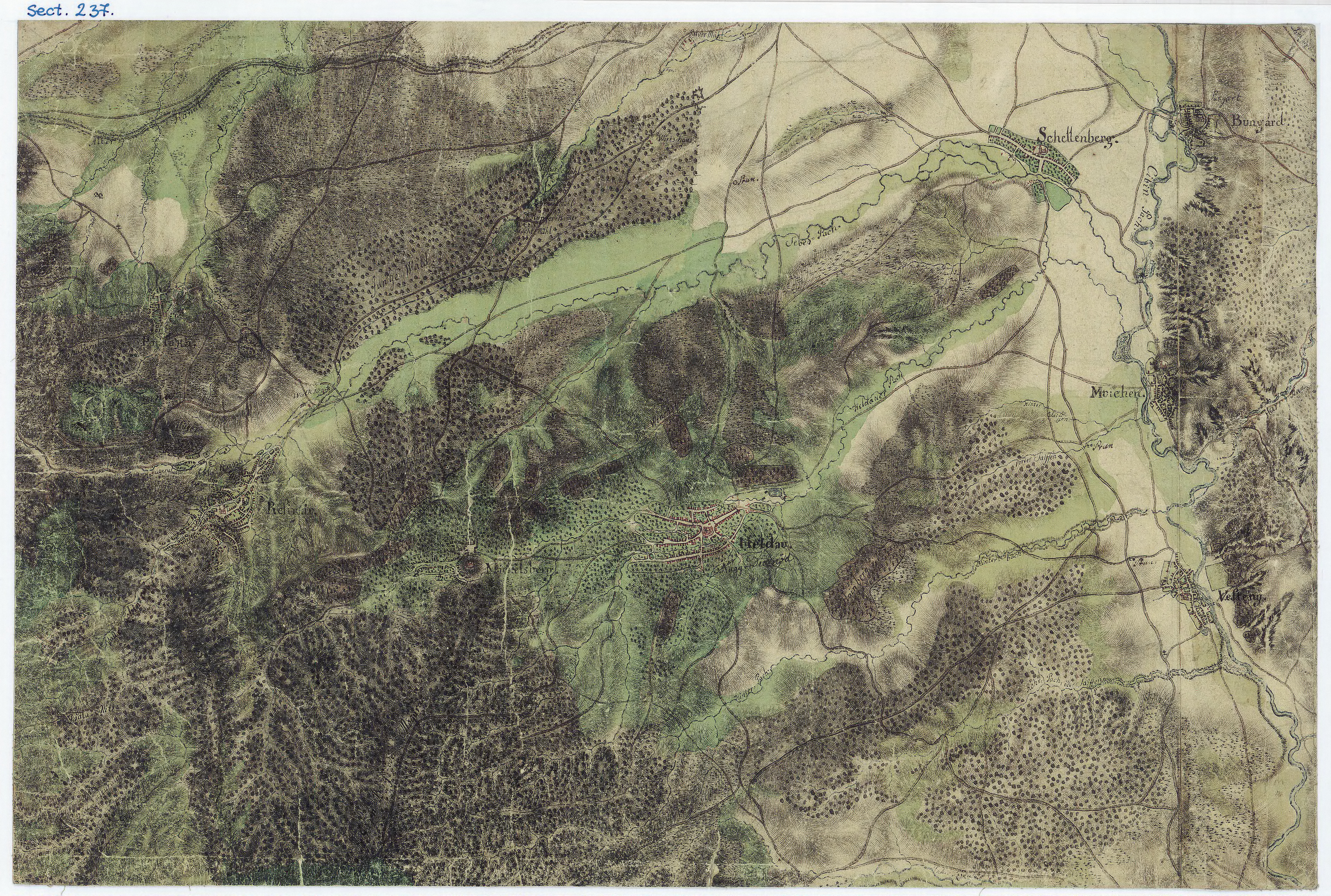
Michelsberg in der Josephinischen Landaufnahme von 1769 bis 1773.

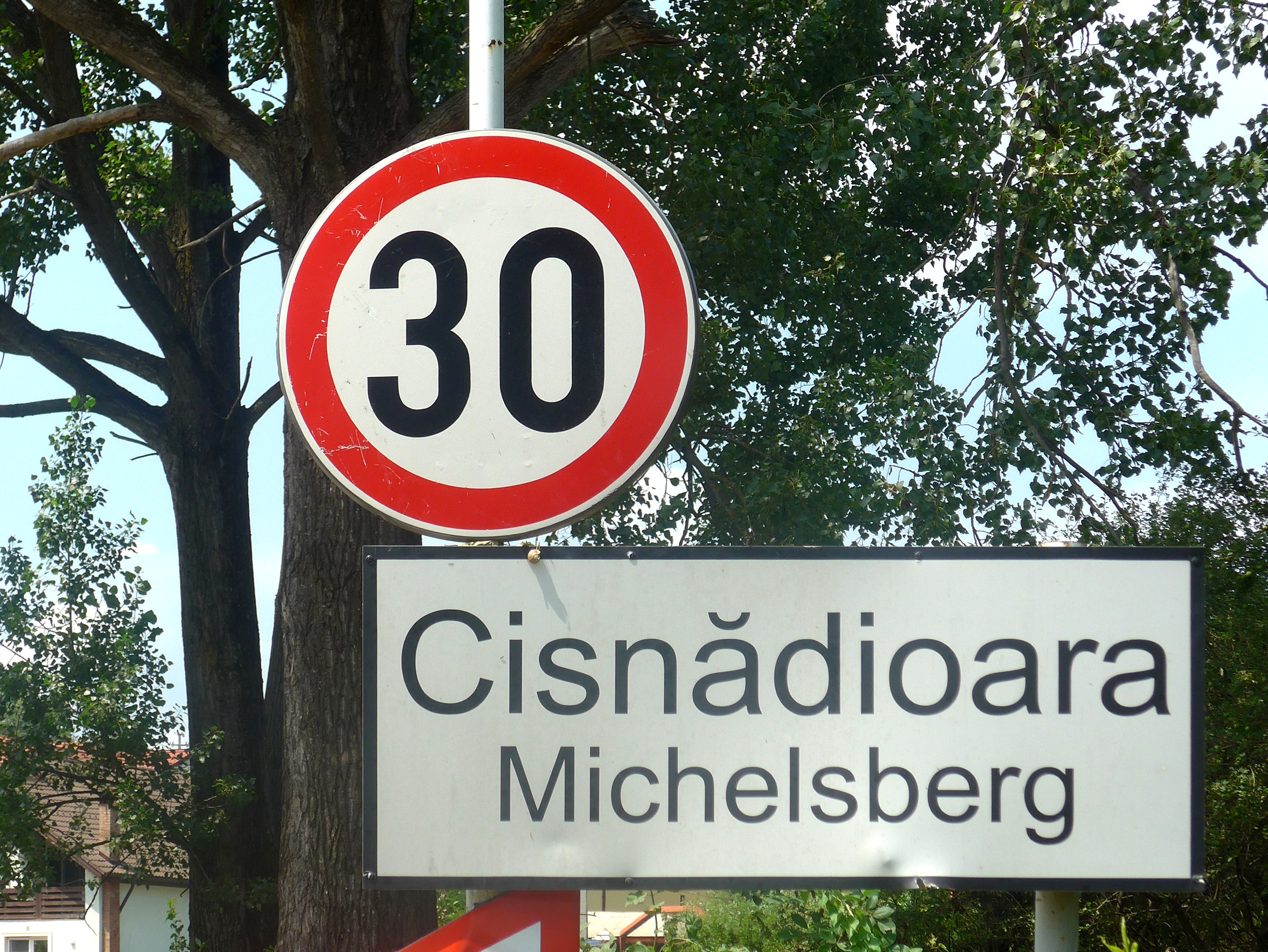
Amtliches Ortseingangsschild mit der rumänischen und deutschen Ortsbezeichnung

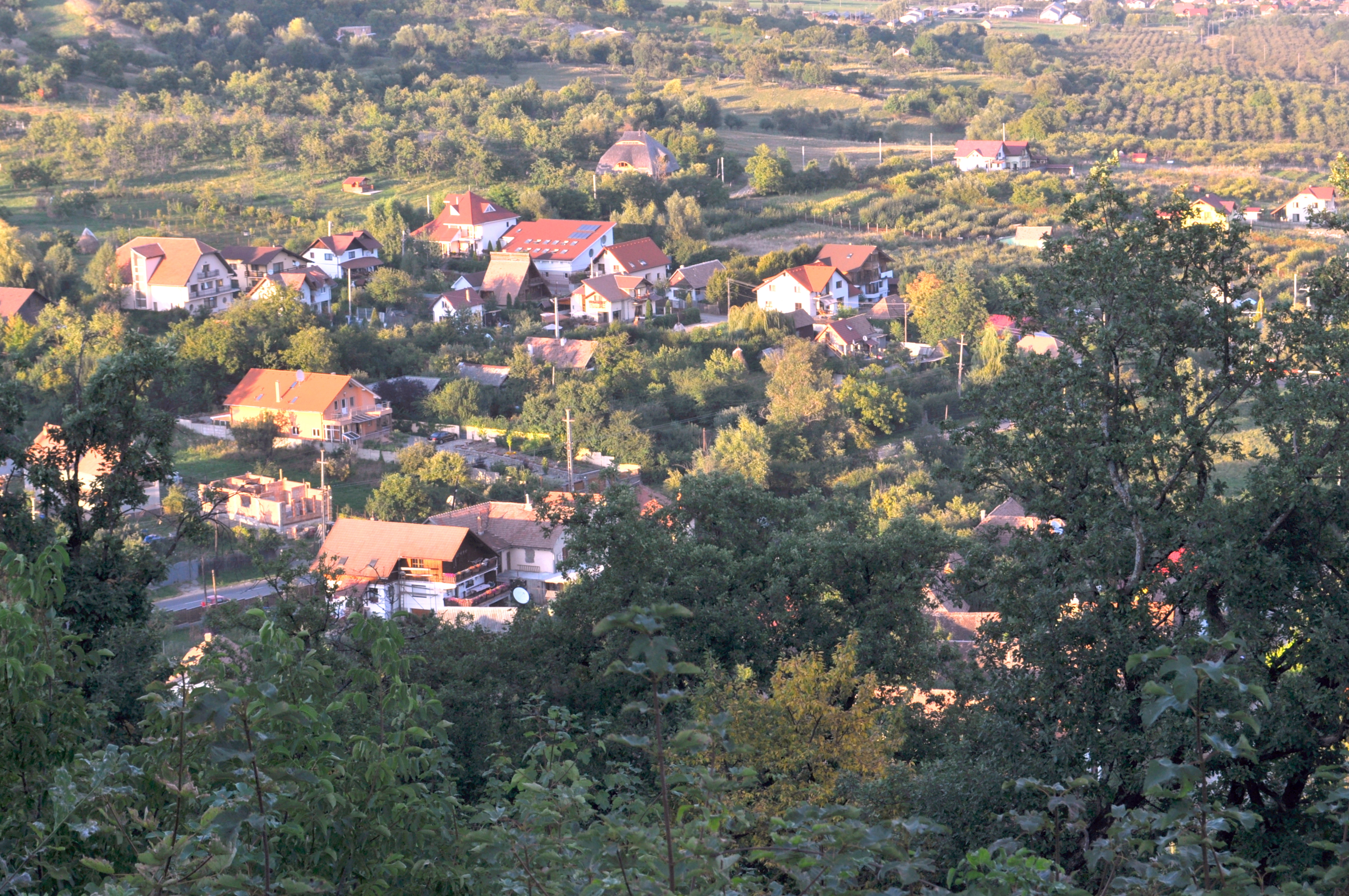
Blick auf Michelsberg

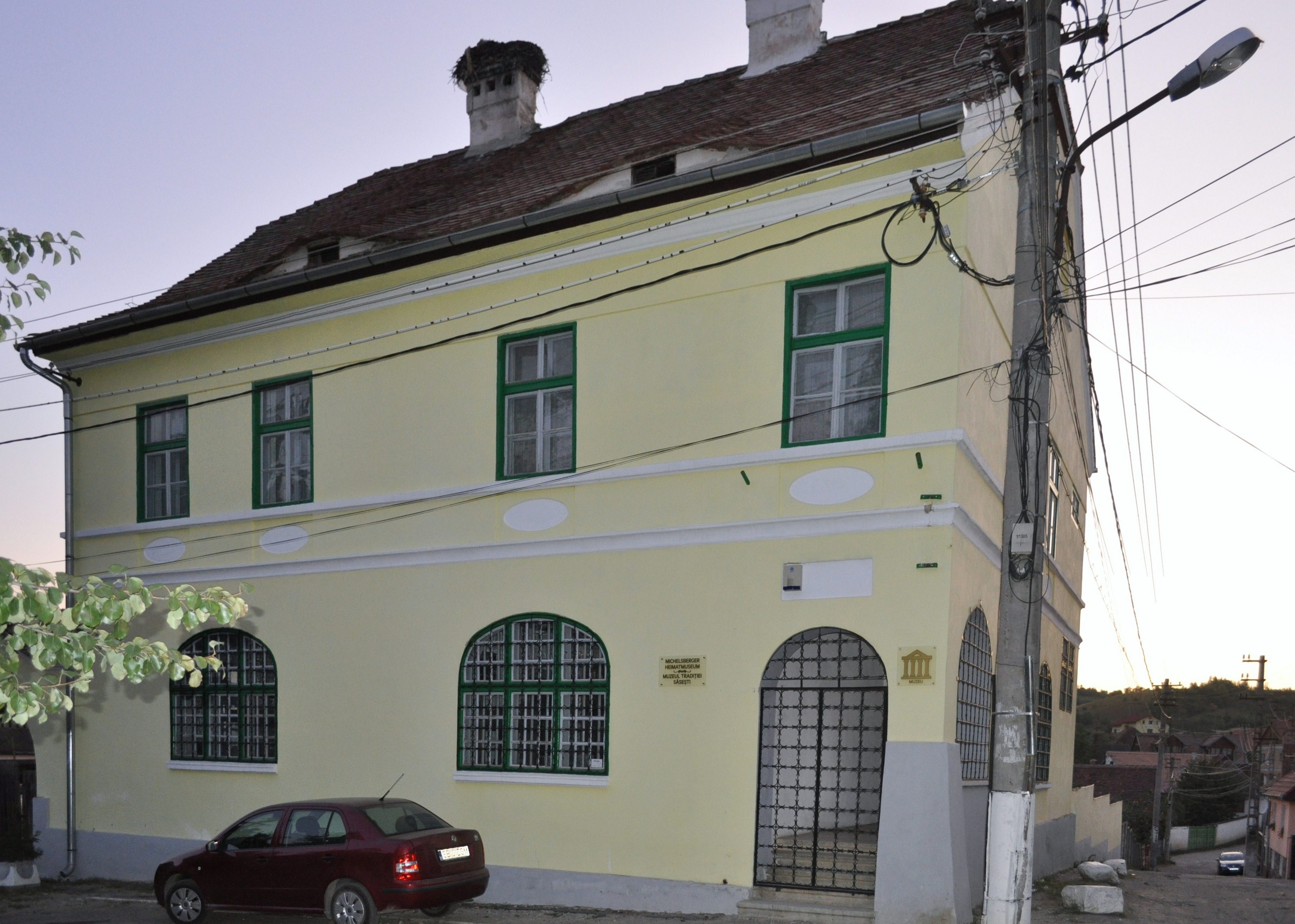
Michelberger Heimatmuseum

Michelsberg liegt 12 Kilometer südlich von Hermannstadt (Sibiu). Der Ort liegt im Silberbachtal eingebettet zwischen dem Götzenberg und der Anhöhe Katharinenwald. Die Berge sind nördliche Ausläufer der Südkarpaten. Michelsberg ist ein Ortsteil von Cisnădie (Heltau). Südwestlich des Ortes beginnen die Südkarpaten, das Făgăraș-Gebirge liegt im Südosten. Eine landschaftliche Besonderheit ist der fast kreisrunde Bergkegel im Ort, der Michelsberg, auf dem mit der Kirchenburg Michelsberg eine der ältesten Kirchen Siebenbürgens steht. Sie ist im romanischen Stil erbaut. Durch Michelsberg führt die Straße 106 D, die den Ort über Cisnădie oder über den Jungen Wald (rumänisch Dumbrava) mit Hermannstadt verbindet.

## Geschichte
Die Anfänge Michelbergs gehen ins 12. Jahrhundert zurück. Im Zuge der Urbarmachung der Gegend wanderten Deutsche aus linksrheinischen Gebieten ein und ließen sich auch im Silberbachtal nieder.
Der Goldene Freibrief des Königs Andreas II. gab den Siebenbürger Sachsen umfassende Freiheiten, auf denen der Aufschwung dieser Region in der damaligen Zeit beruhte.
Michelsberg jedoch war lange eine Klostergemeinde. Ursprünglich gehörten Dorf und Basilika zu den Besitzungen der zwischen 1188 und 1191 gegründeten Hermannstädter Propstei, die wohl auch am Bau der Basilika beteiligt war und diese gegen das Gebiet von Probstdorf bei Agnetheln an König Andreas II. eintauschte, der sie seinem Günstling, Magister Gocelinus schenkte. Gocelinus wiederum vergab sie „zum Heil seiner Seele“...„montem sankti Michaelis cum ecclesia terra sibi pertinente...“ (den Sankt Michaels-Berg mit der Kirche und dem ihr gehörenden Grund) – wie es in der 1223 ausgestellten Schenkungsurkunde heißt, an die Kerzer Zisterzienserabtei, in deren Besitz Burg und Dorf bis zur Auflösung der Abtei blieben.
Der Abt setzte sowohl Pfarrer als auch Richter ein und setzte die Abgaben fest, die an das Kloster abzuführen waren. Die Möglichkeit zur Unterdrückung und Erpressung war somit gegeben und wurde je nach Charakter des jeweiligen Abtes und äußeren Umständen auch ausgenutzt.
Es war offensichtlich, dass die Michelsberger gegenüber den anderen Siebenbürger Sachsen benachteiligt waren, wogegen sie auch protestierten und erreichten, dass ihnen von den ungarischen Königen mehrere Male Schutzbriefe ausgestellt wurden, in denen ihre Rechte denen des Goldenen Freibriefes angeglichen werden sollte. Im täglichen Leben waren sie jedoch weiterhin der Laune des Kerzer Abtes ausgeliefert.
Grenzstreitigkeiten mit dem Nachbarort Heltau erschwerten weiterhin das Leben der Bewohner Michelsbergs. Die Grenzen der Orte und der Viehweiden wurden viele Male begangen und waren immer wieder Anlass zu Prozessen.
Zudem flammten wegen der Kirche auf dem Michelsberg immer wieder Auseinandersetzungen auf. Obwohl die Kirchenburg nicht von Heltauern erbaut wurde, waren die Pfarrer von Heltau mit der Verwaltung und Ausübung des Gottesdienstes beauftragt. Somit erhielten sie den Zehnten und die Opfergaben der Kirchgänger.
Trotz der erhöhten Belastungen des Dorfes betrieben die Michelsberger reges Handwerk und Handel, zumal die Landwirtschaft nicht ertragreich sein konnte, denn die Ländereien von Michelsberg gehörten zu Heltau.
Im 15. Jahrhundert wurde das Kloster zu Kerz während der Türkeneinfälle mehrere Male zerstört. Trotz der folgenden Versuche, das Kloster wieder aufzubauen, taten der Sittenzerfall und die Korruption im Kloster das Ihrige, um zum endgültigen Zerfall und der Auflösung im Jahre 1477 beizutragen.
Die zehn Klostergemeinden, unter ihnen Michelsberg, wurden der siebenbürgischen örtlichen Verwaltung und den jeweiligen Pfarrern unterstellt und erfreuten sich nun der Rechte des Freibriefes.
Noch heute ist in Michelsberg die Sprache und z. T. auch die Kultur der Siebenbürger Sachsen lebendig.

## Kirche auf dem Michelsberg

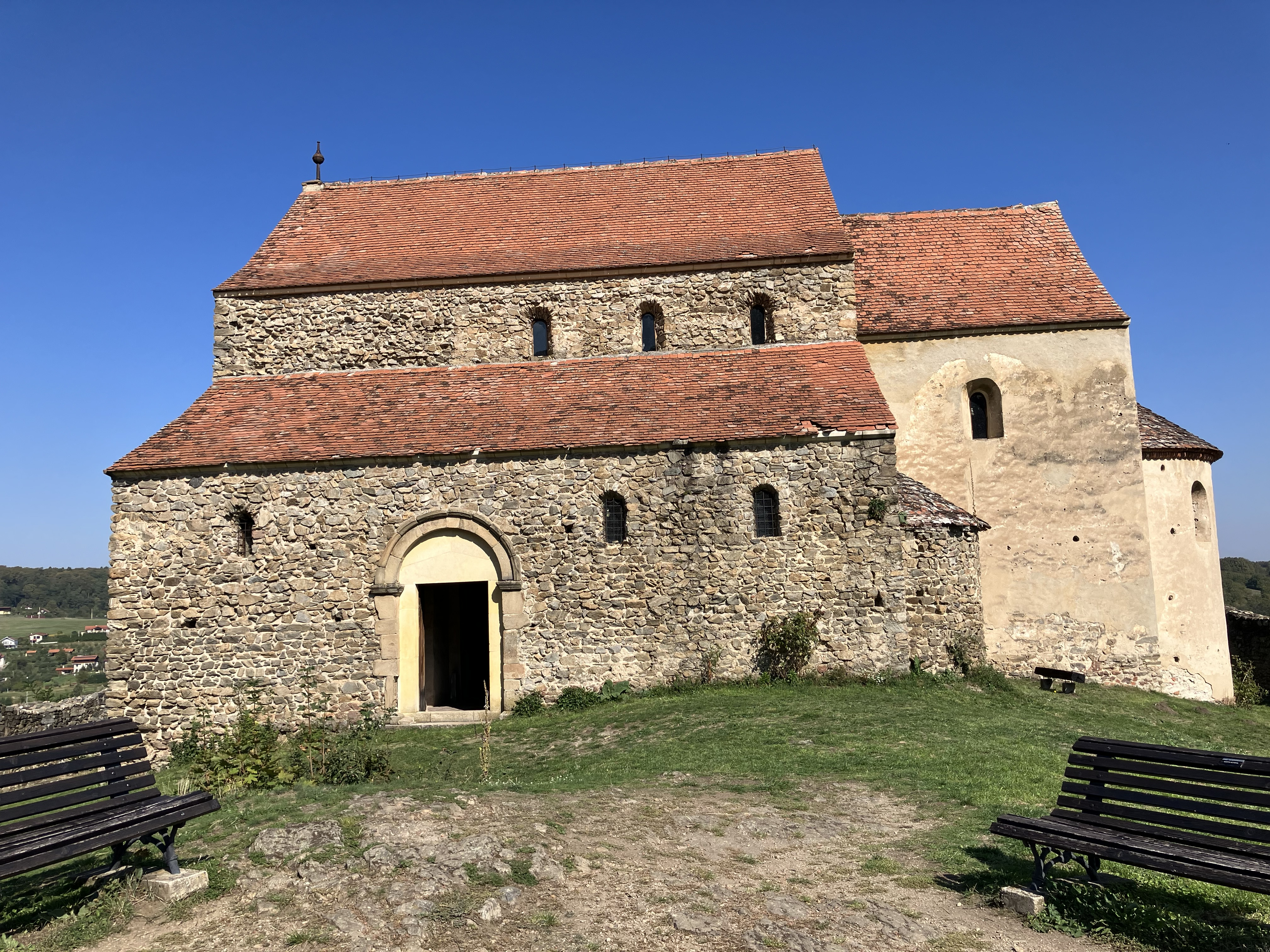
Kirche St. Michael

Obwohl die Kirchenburg im 15. Jahrhundert per Gerichtsspruch der Kirchgemeinde Heltau zugeordnet wurde, blieb den Michelsbergern das Recht belassen, sich im Verteidigungsfalle auf die Kirchenburg zurückzuziehen.
Daraus entwickelte sich ein Brauch, der bis ins 19. Jahrhundert ausgeübt wurde. Jeder junge Mann, der sich eine Frau nahm, musste in der Nacht vor der Hochzeit einen runden Stein den Berg hinaufschaffen, wo er dann auf der Befestigungsmauer gelagert wurde, um im Verteidigungsfall auf den Feind herabgerollt zu werden.

### Architektur
Die Kirche legt ein stummes Zeugnis vergangener Zeiten ab. Die Baukunst selbst stellt sich als außergewöhnlich dar, wenn man die landschaftlichen Gegebenheiten bedenkt. Die Ost-West-Achse des Gebäudes war aus religiösen Gründen vorgegeben, obwohl sie die ungünstigere Ausrichtung darstellte. Somit wurde das Kirchenschiff verkürzt und statt eines Turmes davor zwei kleinere Türme dem Schiff zur Seite gestellt. Das Innere der Kirche ist einfach gehalten.
Das Portal ist  sorgfältig gestaltet, und die Mauer um die Verteidigungsanlage vor dem Portal ist erweiternd ausgestellt, damit dieses auch zur Geltung kommt.
Die Mauer selbst ist ein Kunststück, mit zahlreichen Scharten und strategisch angelegten Eingängen. Über dem Haupteingang sind die Reste des Pfarrersstübchens zu sehen. Des Weiteren finden sich auch Reste von Zisternen und Gänge in den Mauern.

## Wappen

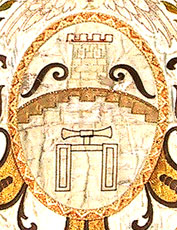
Michelsberger Wappen

Diese Stickerei befindet sich auf der Rückseite einer Fahne, die in der Dorfkirche hängt. Man erkennt in der Mitte den Berg mit der Burg, darunter eine Weinpresse. (Auf den Hängen um das Dorf herum wurde früher Wein angebaut, siehe: Weinbau in Rumänien) Ein Engel breitet schützend seine Flügel über das Wappen. Das Wappen ist verziert mit Kirschzweigen. Das ist wohl ein Hinweis auf die landwirtschaftlichen Veränderungen. In jüngerer Zeit war Michelsberg berühmt für seine Kirschen.
Die Kirschernte war ein großes Ereignis. Ungeduldig wurden auf dem Markt die handgeflochtenen Körbe erwartet, mit Nussblättern ausgeschlagen und Kirschen gefüllt. Der Kirschenverkauf muss eine der Haupteinnahmequellen gewesen sein. Die Michelsberger rühmten sich lange Zeit, ihre Abgaben als erste in der Region zu leisten, denn die Kirschernte fiel frühzeitig in den Sommer.

## Sehenswürdigkeiten
- Evangelische Kirche in Michelsberg
- Kirchenburg Michelsberg
- Museum (oberhalb der Dorfkirche)
- Halberstein (Urgestein im Silberbachtal)[3]